# José Carlos Serrão
José Carlos Serrão (nacido el 12 de octubre de 1950) es un exfutbolista brasileño que se desempeñaba como delantero y entrenador.
Dirigió en equipos de Brasil como el São Paulo, Santo André, Juventus, CRB, Mogi Mirim, Corinthians, Guarani y Marília.

## Trayectoria

### Clubes
| Club             | País     | Año         |
| ---------------- | -------- | ----------- |
| São Paulo        | Brasil   | 1969 - 1977 |
| Botafogo         | Brasil   | 1977        |
| Joinville        | Brasil   | 1978        |
| Santo André      | Brasil   | 1979        |
| Anapolina        | Brasil   | 1979        |
| Cúcuta Deportivo | Colombia | 1980        |

### Como entrenador
| Club                | País    | Año         |
| ------------------- | ------- | ----------- |
| São Paulo           | Brasil  | 1983 - 1987 |
| Santo André         | Brasil  | 1987        |
| XV de Piracicaba    | Brasil  | 1988 - 1989 |
| Francana            | Brasil  | 1990 - 1991 |
| Rio Branco          | Brasil  | 1991        |
| XV de Piracicaba    | Brasil  | 1992        |
| Central             | Brasil  | 1992        |
| Nacional            | Brasil  | 1993        |
| Marília             | Brasil  | 1993        |
| Juventus            | Brasil  | 1994        |
| CRB                 | Brasil  | 1994        |
| Paysandu            | Brasil  | 1995        |
| Londrina            | Brasil  | 1995        |
| Mogi Mirim          | Brasil  | 1995        |
| Francana            | Brasil  | 1996 - 1997 |
| Araçatuba           | Brasil  | 1997        |
| Rio Branco          | Brasil  | 1998        |
| Mogi Mirim          | Brasil  | 1999        |
| Corinthians         | Brasil  | 2000        |
| Ceará               | Brasil  | 2000        |
| Portuguesa Santista | Brasil  | 2001        |
| Guarani             | Brasil  | 2005        |
| União Barbarense    | Brasil  | 2005        |
| Pogoń Szczecin      | Polonia | 2005 - 2006 |
| Mogi Mirim          | Brasil  | 2007        |
| Rio Preto           | Brasil  | 2008        |
| Anapolina           | Brasil  | 2008        |
| Marília             | Brasil  | 2009        |
| Sertãozinho         | Brasil  | 2010        |
| Mogi Mirim          | Brasil  | 2010 - 2011 |
| São Bento           | Brasil  | 2011        |
| América             | Brasil  | 2011        |
| Central             | Brasil  | 2011        |
| Itapirense          | Brasil  | 2012        |
| Gamba Osaka         | Japón   | 2012        |
| Icasa               | Brasil  | 2012        |
| São Carlos          | Brasil  | 2012 - 2013 |
| Juventus            | Brasil  | 2013        |
| Sertãozinho         | Brasil  | 2013 - 2014 |